# Herb powiatu choszczeńskiego
Herb powiatu choszczeńskiego – jeden z symboli powiatu choszczeńskiego, , autorstwa Grzegorza Brzustowicza i Bogdana Brzustowicza, ustanowiony 29 czerwca 2000. 

## Wygląd i symbolika
Herb przedstawia na tarczy w polu srebrnym orła czerwonego z głową zwróconą w prawo (heraldycznie) z rozwiniętymi skrzydłami, ze złotym dziobem, szponami i peryzonami, umieszczony ponad trzema zielonymi dębami: dwie z nich z czterema a środkowa z dwoma złotymi żołędziami. Herb nawiązuje do przedwojennego herbu powiatu z 1938 oraz do nazwy powiatu.